# Simon Keenan
Simon Keenan (Melbourne, 8 de octubre de 1992) es un deportista australiano que compitió en remo.
Ganó una medalla de plata en el Campeonato Mundial de Remo de 2018, en la prueba de ocho con timonel. Participó en los Juegos Olímpicos de Tokio 2020, ocupando el sexto lugar en la misma prueba.

## Palmarés internacional
| Campeonato Mundial | Campeonato Mundial | Campeonato Mundial | Campeonato Mundial |
| Año                | Lugar              | Medalla            | Prueba             |
| ------------------ | ------------------ | ------------------ | ------------------ |
| 2018               | Plovdiv (Bulgaria) | Medalla de plata   | Ocho con timonel   |